# Carlo Domenico del Carretto
Carlo Domenico del Carretto (Finale, c. 1454 - Roma, 15 de agosto de 1514) fue un eclesiástico genovés. 

## Biografía
Hijo de los marqueses de Finale Giovanni Lazzarino del Carretto y Viscontina di Barnaba Adorno, sus primeros treinta años de vida son desconocidos. Desempeñaba en Roma el cargo de protonotario apostólico cuando en 1489 fue nombrado arzobispo de Cosenza, cargo al que renunció dos años después para establecerse como nuncio ante la corte de Luis XII de Francia, oficiando además como administrador de la sede de Angers.
Julio II le creó cardenal diácono de S. Vito y S. Modesto en el consistorio del 1 de diciembre de 1505; en 1507 optó por el presbiterado de S. Nicola inter Imagines, y por renuncia en su favor de Guillaume Briçonnet recibió la archidiócesis de Reims, que dos años después permutó con Robert de Lénoncourt por la de Tours.  Participó en el V concilio lateranense y en el cónclave de 1513 en que fue elegido papa León X, optando poco después por el título de Santa Cecilia.
Nombrado obispo de Cahors en julio de 1514, murió un mes más tarde a los setenta años de edad, siendo sepultado en la iglesia de Santa Cecilia de Roma.